# Anatocisme
L’anatocisme est le fait que, dans les obligations portant sur une dette d’argent, les intérêts échus des capitaux soient capitalisables. Les intérêts échus s’ajoutant à la dette initiale, ils sont donc eux-mêmes producteurs d'intérêts.

## Droit français

### Principes
Dans le Code civil français, l’anatocisme était encadré par l’ancien article 1154, qui disposait que :
« les intérêts échus des capitaux peuvent produire des intérêts, ou par une demande judiciaire, ou par une convention spéciale, pourvu que, soit dans la demande, soit dans la convention, il s’agisse d’intérêts dus au moins pour une année entière. »
Désormais, l'article 1343-2 du code civil, issu de la réforme opérée par l'ordonnance du 10 février 2016, prévoit que :

« Les intérêts échus, dus au moins pour une année entière, produisent intérêt si le contrat l'a prévu ou si une décision de justice le précise. »

Pour que l’anatocisme soit possible, il faut que trois conditions soient cumulativement remplies :
1. Il doit s'agir d'intérêts échus de capitaux. La Jurisprudence a décidé que la demande de capitalisation pouvait être formée et obtenue judiciairement avant que les intérêts visés ne soient échus du moment que la décision de capitalisation ne produise effet qu'à partir du moment où les intérêts d'une année pleine se trouveront échus (Cass. 3e civ., 26 févr. 1974, Bull. civ. III, n° 91 ; Cass. com., 20 oct. 1982, Bull. civ. IV, n° 323 ; Cass. 1re civ., 12 mars 1991, Bull. civ. I, n° 89 ; 7 janv. 1992, pourvoi n° 89-11.894 ; 22 nov. 1994, pourvoi n° 92-19.554 ; Cass. 3e civ., 8 mars 1995, Bull. civ. III, n° 77 ; D. 1996, Somm. p. 121, obs. R. Libchaber ; 2 févr. 2000, pourvoi n° 97-21.840, AJDI 2000, p. 612, obs. J.-P. Blatter ). De la même façon, les parties peuvent prévoir dans leur contrat, au nom de la liberté contractuelle énoncée à l’article 1134 du Code civil, la capitalisation des intérêts (Cass. 1re civ., 7 janv. 1992, pourvoi n° 90-12.318.). Le terme « capitaux » ne doit pas être compris limitativement dans le sens de capitaux prêtés. Il s'agit également de sommes qui sont dues à la suite d'une décision judiciaire. L’anatocisme peut être appliqué à toutes sortes d’intérêts : conventionnels moratoires, légaux, judiciaires ou l’intérêt capitalisé.
2. Il doit s'agir d'intérêts qui sont dus pour une année entière. Pour des crédits à court terme, il n’est pas possible d’ajouter chaque mois l’intérêt échu au capital et de calculer en sus l’intérêt. Une capitalisation des intérêts sur un cycle inférieur à 12 mois est nulle de nullité absolue[2]. Une capitalisation pour une période excédant un an est tout à fait possible.
3. Il faut une sommation judiciaire ou une clause contractuelle expresse, qui doit être renouvelée annuellement à l'échéance. Rien n’empêche d’adresser une sommation avant l’écoulement d’un an.

### Matière commerciale
En matière commerciale, l'anatocisme n'est pas soumis à ces conditions par le jeu d'une coutume contra legem. On peut toutefois noter qu'aujourd'hui c'est plutôt la qualité de professionnel que celle de commerçant qui permet la mise en œuvre de ce système sans les conditions précitées. L'anatocisme concerne donc les comptes professionnels débiteurs. L'usage est de 3 mois en droit commercial contre 1 an en droit civil, étant un usage et plus particulièrement une coutume, il s'agit d'une norme non-écrite.

## Droit québécois
D'après l'arrêt Tupula Yamba c. Lesage de la Cour d'appel du Québec, les articles 1618 à 1620 du Code civil du Québec prévoient des règles concernant l'anatocisme.
« 1618. Les dommages-intérêts autres que ceux résultant du retard dans l’exécution d’une obligation de payer une somme d’argent portent intérêt au taux convenu entre les parties ou, à défaut, au taux légal, depuis la demeure ou depuis toute autre date postérieure que le tribunal estime appropriée, eu égard à la nature du préjudice et aux circonstances. »
« 1619. Il peut être ajouté aux dommages-intérêts accordés à quelque titre que ce soit, une indemnité fixée en appliquant à leur montant, à compter de l’une ou l’autre des dates servant à calculer les intérêts qu’ils portent, un pourcentage égal à l’excédent du taux d’intérêt fixé pour les créances de l’État en application de l’article 28 de la Loi sur l’administration fiscale (chapitre A-6.002) sur le taux d’intérêt convenu entre les parties ou, à défaut, sur le taux légal. »
« 1620. Les intérêts échus des capitaux ne produisent eux-mêmes des intérêts que s’il existe une convention ou une loi à cet effet ou si, dans une action, de nouveaux intérêts sont expressément demandés. »

## Droit suisse
Dans le Code suisse des obligations, l'anatocisme est en principe interdit (art. 105 al. 3 CO en matière d'intérêts moratoires, art. 314 al. 3 CO en matière de prêt de consommation). Des exceptions sont toutefois possibles selon certaines règles commerciales (cf. art. 314 al. 3 CO in fine).